# Mikael Lindnord
Mikael Lindnord, född 24 september 1976, är en svensk före detta multisportare. Han är även författare, föreläsare och entreprenör.

## Biografi
Lindnord inledde sin karriär inom multisport 1997, de flesta åren utövade han varianten Adventure Races. Där deltar man med mixade lag med 4 personer, tävlingarna pågår dygnet runt i upp till 6-10 dagar, ofta i utmanande och spännande miljöer. Lindnord var aktiv i nästan två årtionden innan han avslutade karriären år 2015. Han agerade som lagkapten för laget Peak Performance och ledde det första svenska laget som erövrade en internationell ARWS-tävling (Costa Rica 2010).
Utöver tävlandet var Lindnord tävlingsledare för ARWS/Explore Sweden (Adventure Racing World Series) mellan 2004 och 2010 samt för ARWC 2006 i Sverige och Norge.

## Hunden Arthur
Under världsmästerskapen 2014 i Ecuador träffade Lindnord en herrelös hund som fick namnet Arthur och händelserna inspirerade sedan till en bok och en film.

## Priser och utmärkelser
Hall of Fame - Adventure Racer 2023: "For his contribution to the sport of Adventure Racing and Adventure Racing World Series (ARWS)". Utfärdat av Heidi Muller – CEO of Adventure Racing World Series
Stadens Nyckel Örnsköldsvik. Örnsköldsviks kommuns Hedersstipendium nr 13 - 2016. Utfärdat av Anna Sundberg, Kultur- och Fritidsnämndens Ordf.
Årets Västernorrlänning 2014: Framröstad av P4 Västernorrlands lyssnare 2014. Utfärdad av P4 Sveriges Radio i februari 2015.

## Äventyrsracinglag
Lag där Mikael Lindnord ingått under sin multisportkarriär.
| Team                  | år        |
| --------------------- | --------- |
| Team Peak Performance | 2014-2015 |
| AXA-Adidas            | 2012-2013 |
| AXA Sportklubb        | 2011      |
| Team Explore          | 2009-2010 |
| Halti Adventure       | 2005-2007 |
| Litepac               | 2002-2004 |
| Reebok Adventure      | 1999-2001 |
| Karrimor              | 1997-1998 |